# Tinley Park
Tinley Park är ett samhälle i Cook County i Illinois, USA. En mindre del av samhället ligger dock i Will County. Tinley Park har 58 322 personer (2007) och är en av de snabbast växande förorterna söder om Chicago.

## Historia
Bosättningar växte fram i området under början av 1830-talet, under samma period som Chicago grundades. Under 1853 bosatte sig tyska nybyggare i området och grundade samhället med det dåvarande namnet Bremen. Järnvägsnätet expanderade kraftigt under senare delen av 1800-talet och samhället kom att befinna sig utmed sträckningen av Chicago, Rock Island and Pacific Railroad vilket gav ett enormt uppsving. Påverkan på samhället var så stor att man 1890 bytte namn från Bremen till Tinley Park för att hedra samhällets första stationsman, Samuel Tinley, Sr. 1892 blev Tinley Park införlivat i det nuvarande systemet med countyn.

## Idag
Sedan 100-årsjubileet har man under slutet av 1900-talet fokuserat på att renovera stadens centrala historiska delar. Dessa utgörs av de ursprungliga stadsgränserna från 1892, och markägare i området uppmuntras att underhålla byggnaderna så att det ursprungliga utseendet upprätthålls.
Den 2 februari, 2008 inträffade ett skottdrama på ett köpcentrum i staden där fem kvinnor sköts ihjäl..